# جزیره سنگی

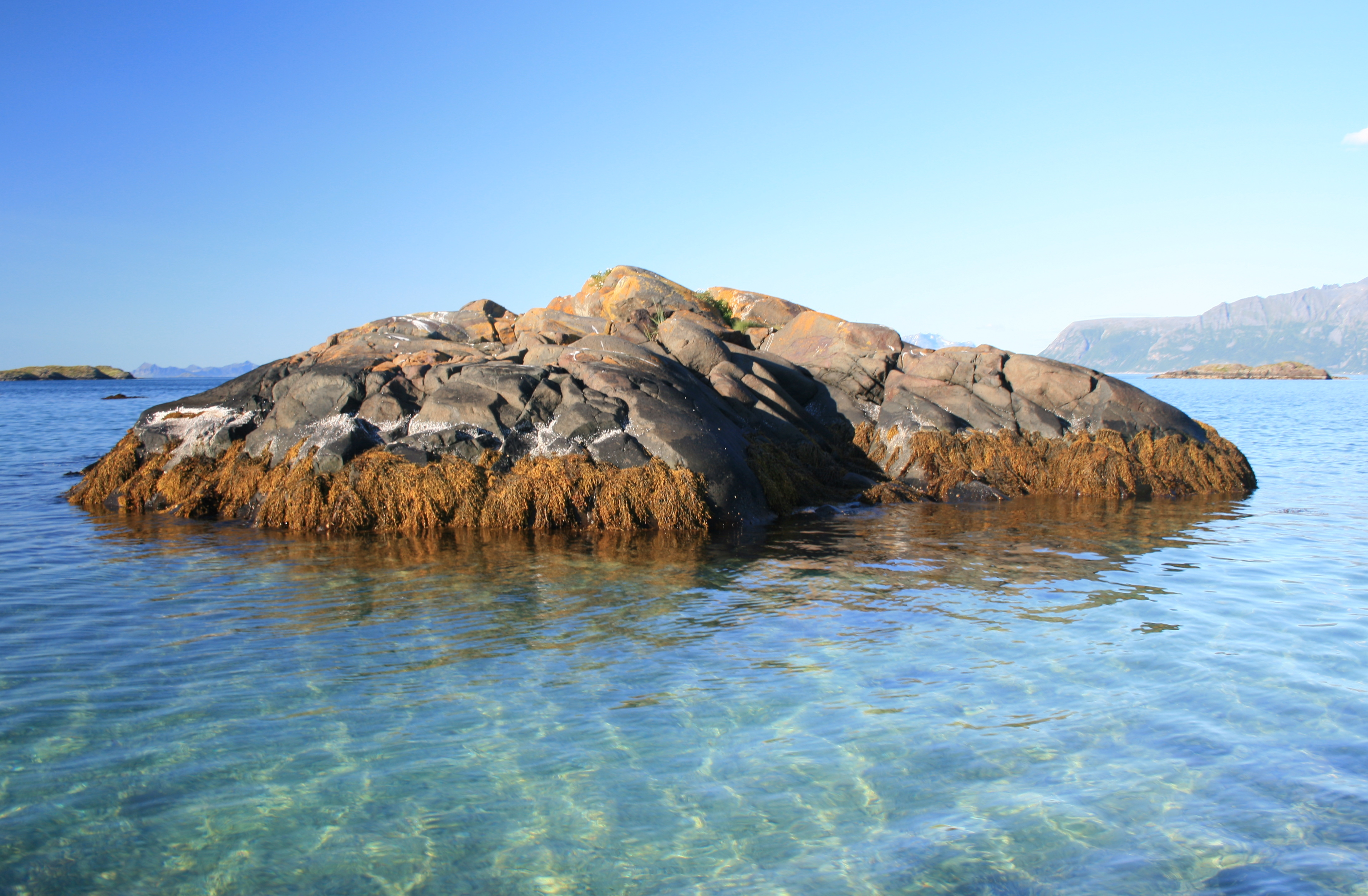
یک جزیرهٔ سنگی در نروژ

جزیره سنگی (انگلیسی: Skerry) یا جزیرهٔ مرجانی، یک جزیرهٔ صخره‌ای است که معمولاً برای سکونت انسان بسیار کوچک است و ممکن است به سادگی، تنها یک صخرهٔ سنگی باشد. جزیرهٔ سنگی را می‌توان یک صخره دریایی با تراکم اندک در نظر گرفت. جزیره‌های سنگی، ممکن است محل رویش گیاهانی همچون خزه و یا علف‌های کوچک مقاوم باشند. اینگونه جزیره‌ها اغلب به عنوان محل استراحت جاندارانی همچون فوک‌ها و پرندگان دریایی شناخته می‌شوند.